# Wake-gun (Okayama)
Wake (jap. 和気郡, -gun) ist ein Landkreis der japanischen Präfektur Okayama. In dem 144,23 km² großen Gebiet leben 13.373 Menschen (Stand: 1. März 2021, Bevölkerungsdichte: 93 Einwohner/km²).
In dem Landkreis liegt die gleichnamige Stadt Wake.